# Hyetussa
Hyetussa is een geslacht van spinnen uit de familie springspinnen (Salticidae).

## Soorten
De volgende soorten zijn bij het geslacht ingedeeld:
- Hyetussa aguilari Galiano, 1978
- Hyetussa andalgalaensis Galiano, 1976
- Hyetussa cribrata (Simon, 1901)
- Hyetussa mesopotamica Galiano, 1976
- Hyetussa secta (Mello-Leitão, 1944)
- Hyetussa simoni Galiano, 1976